# All Japan Pro Wrestling
All Japan Pro Wrestling (オールジャパン・プロレスリング Ōru Japan Puroresuringu, originalmnte como 全日本プロレス Zen Nihon Puroresu) (AJPW / AJW) es una empresa de lucha libre profesional japonesa fundada en 21 de octubre de 1972  por Giant Baba después de su salida de Japan Wrestling Association, se hizo popular gracias a la llegada de varios luchadores estadounidenses.

## Historia

### Liderazgo de Giant Baba (1972–1999)

#### Como miembro de la NWA (1972–1979)
La empresa fue fundada por Shohei "Gigante" Baba y los hermanos Momota, Mitsuo y Yoshihiro, hijos de Rikidōzan. Baba, un ex lanzador de béisbol profesional, se unió a la Japan Pro Wrestling Alliance (JWA) en 1960. En octubre de 1972, dejó el JWA y formó su propio grupo, All Japan. Su primer evento fue el 21 de octubre de 1972 en Machida City Gym en Tokio, Japón. La lista inaugural incluyó a Baba, Mitsuo Momota, Akio Sato, Samson Kutsuwada, Motoshi Okuma y Mashio Koma. Thunder Sugiyama, quien recientemente había dejado International Wrestling Enterprise, también vino a ayudar y trajo a algunos luchadores de IWE de nivel inferior con él de forma independiente. Algunas personalidades de América del Norte también ayudaron con las pocas tarjetas, incluyendo a Dory Funk Sr., Terry Funk, Bruno Sammartino, Dominic DeNucci, Fred Blassie y The Destroyer.
Baba estableció la Pacific Wrestling Federation (PWF) como el cuerpo gobernante para todos los títulos futuros en All Japan. Al principio, la PWF reconoció un campeonato mundial de peso pesado y varios "campeonatos regionales" otorgados como cobros a estrellas extranjeras dependiendo de la región de la que procedían, pero después de que All Japan se uniera a la National Wrestling Alliance (NWA), el título mundial de PWF se redujo a un campeonato regional. El primer presidente de PWF, que presentó los cinturones a los ganadores en los combates por el título, fue Lord James Blears. Como miembro leal de la NWA, All Japan disfrutó de la capacidad de atraer a extranjeros, y el Campeonato Mundial Peso Pesado de la NWA fue defendido con frecuencia. Al principio, Baba continuó con la fórmula japonesa contra extranjera para los campeonatos, pero gradualmente Dory Funk Jr. y su hermano Terry Funk, así como Mil Máscaras de México se convirtieron en favoritos de los fanáticos cuando luchaban contra otros extranjeros y, posteriormente, uno de los pocos luchadores extranjeros. Convertirse en iconos en Japón.

#### Separación de la NWA (1980–1990)
Cuando el sistema territorial de la NWA se derrumbó a fines de los años 80 y principios de los 90, Baba se distanció de otros promotores nacionales y extranjeros, y comenzó un sistema de promoción del talento (japonés y extranjero) que compitió exclusivamente por su promoción. Con la unificación de los títulos de Campeonato Mundial Peso Pesado de la Triple Corona de AJPW y el Campeonato Mundial de Parejas de AJPW, así como la promoción de talentos como Jumbo Tsuruta, Genichiro Tenryu, Akira Taue, Mitsuharu Misawa, Toshiaki Kawada y Kenta Kobashi, la promoción fue capaz de tallar una base de seguidores leal que duró durante la década de 1990. Los partidos interpromocionales eran raros, y los luchadores que llegaron de otras promociones (como Hiroshi Hase, Shigeo Okumura y Yoshihiro Takayama) no recibieron ningún impulso, pero en el caso de Hase, fue voluntariamente, debido a su participación principal en la Cámara de Consejeros de Japón.
En abril de 1990, Genichiro Tenryu encabezó el primer éxodo de luchadores (The Great Kabuki, Samson Fuyuki, Tatsumi Kitahara, Masao Orihara, Yoshiaki Yatsu, Goro Tsurumi y Shinichi Nakano) atraídos como formaron el Super World of Sports, lo que permitió a Baba para empujar a Misawa, Kawada, Taue y Kobashi a ser sus nuevas estrellas.

### Liderazgo de Mitsuharu Misawa (1999–2000)

#### El declive de la AJPW (2000)
Con la muerte de Shohei "Giant" Baba el 31 de enero de 1999, la estrella principal Mitsuharu Misawa heredó de inmediato el cargo de presidente de la compañía. El 28 de mayo de 2000, Misawa fue destituido de su cargo por mayoría de votos de la junta ejecutiva. En una reunión regular de la junta de All Japan el 13 de junio de 2000, Misawa, Mitsuo Momota (co-vicepresidente, miembro del directorio), Kenta Kobashi (miembro del directorio), Akira Taue (miembro del directorio, presidente), Kenichi Oyagi (miembro del directorio) y Yoshihiro Momota (miembro del directorio) renunciaron a sus cargos en el consejo. Un día después, Motoko Baba ("la Sra. Baba") publicó una declaración escrita de dos páginas, que afirmaba que Misawa "no asumió ninguna responsabilidad y abandonó su deber". Además, insinuó que Toshiaki Kawada y Masanobu Fuchi serían los únicos dos luchadores nativos que se quedarán con All Japan, ya que "Kawada y Fuchi han jurado cumplir el último deseo de Baba-san: mantener vivo el All Japan Pro Wrestling"; esto se confirmó un día después cuando Kawada y Fuchi renovaron sus contratos con All Japan, junto con el árbitro Kyohei Wada.
El 16 de junio de 2000, 24 de los 26 luchadores nativos contratados para All Japan fueron dirigidos por Misawa para una conferencia de prensa, donde se anunció que abandonarán la promoción; asistieron más de 100 reporteros y fotógrafos, y Misawa expresó su deseo de que la promoción se estrene en agosto, siendo Differ Ariake el lugar donde se realizará la empresa de la empresa sin nombre. Cuando se le preguntó cuál era su razón para abandonar All Japan, Misawa afirmó que era para poder hacer las cosas en un "estilo moderno". Un día después, Misawa anunció el nombre de la promoción: Pro Wrestling Noah (NOAH), que se inspiró en la historia bíblica en la que Noah construyó un arca y puso dos de cada tipo de animal en el arca antes de que Dios destruyera el mundo.
El 19 de junio de 2000, se confirmó (en una conferencia de prensa en el dojo de All-Japan celebrada por Toshiaki Kawada y Masanobu Fuchi) que NTV decidió suspender la transmisión de All Japan después de 27 años. Sin embargo, NTV mantuvo su stock del 15% en All Japan (ya que Motoko Baba tenía el 85% restante), e impediría que All Japan fuera puesto en otra red. El 20 de junio, doce empleados de la oficina de All Japan renunciaron a sus cargos con la promoción, con la intención de seguir a Misawa a Noah. NTV también anunció que realizarán grabaciones semanales de la recién creada Noah de Misawa, con el título del programa que se llamará "Colosseo". Noah tomó la franja horaria de 30 minutos de Todo Japón los domingos a la medianoche. Misawa fue entrevistado en Tokio el 21 de junio, donde anunció que él y los demás luchadores que se iban para formar Noah competirían en cuatro de los dieciséis shows en la gira Summer Action Series 2000 de All Japan, que comenzó el 1 de julio. NTV también transmitió la final Todo el programa de televisión de Japón en la red, que se transmitió durante 45 minutos y contó con imágenes del funeral de Jumbo Tsuruta, la conferencia de prensa de los luchadores de Noah del 16 de junio, la rueda de prensa de Kawada del 19 de junio, los momentos más destacados del primer peso pesado de Kawada contra Misawa por el Campeonato Mundial Peso Pesado de la Triple Corona de AJPW del 21 de octubre de 1992 y Toshiaki Kawada y Akira Taue contra Yoshihiro Takayama y Takao Omori por el Campeonato Mundial de Parejas de AJPW de la muestra de Nippon Budokan de Japón del 9 de junio.
El 28 de junio de 2000, Misawa anunció formalmente en una conferencia de prensa que Pro Wrestling Noah debutaría con dos shows consecutivos (titulados "Departure") en Differ Ariake el 5 y 6 de agosto en Tokio.

#### Segunda reconstrucción (2000)
El 2 de julio en el Salón Korakuen, Motoko Baba anunció el regreso insondable de Genichiro Tenryu (como Giant Baba juró públicamente que nunca se le permitiría regresar a ALl Japan, luego de una partida en 1990 para formar el Súper Mundo de los Deportes), ya que se uniría a Kawada para enfrentar a Maunnakea Mossman y Stan Hansen el 23 de julio (en la gira final). El 20 de julio de 2000, Yoshinobu Kanemaru, Takeshi Morishima, Naomichi Marufuji, Kentaro Shiga, Takeshi Rikio, Mitsuo Momota, Rusher Kimura, Haruka Eigen, Tsuyoshi Kikuchi, Kenta Kobayashi, Takao Omori, Yoshihiro Takayama, Jun Izumida, Masao Inoue, Yoshinari Ogawa, Akira Taue, Jun Akiyama and Mitsuharu Misawa compitieron en sus últimos luchas en All Japan Pro Wrestling en el agotado Hakata Star Lane en Fukuoka. Después del show, el "Dr. Muerte" Steve Williams salió y estrechó la mano de Misawa, y solicitó un último partido de individuales entre los dos. Sin embargo, Misawa regresó al autobús inmediatamente después de su partido, sin quedarse en los dos últimos partidos del espectáculo. Todos los títulos de All Japan fueron desocupados debido a la partida de los luchadores y titulares de títulos mencionados anteriormente. La Sra. Baba nombró a Hansen como el nuevo presidente del cuerpo de gobierno de Pacific Wrestling Federation de Japón, reemplazando a Lord James Blears.

### Disputa interpromocional contra la New Japan (2000-2002)
El 10 de agosto de 2000, el pilar de All Japan, Masanobu Fuchi, entró en el ring de New Japan Pro-Wrestling y declaró que su intención era "derribar los muros" entre All Japan y New Japan. En respuesta, el capataz de New Japan, Riki Choshu, se precipitó al ring e intercambió un firme apretón de manos con Fuchi, lo que indica el comienzo de la alianza de promoción cruzada. El 16 de septiembre de 2000, Toshiaki Kawada siguió el camino de Fuchi y prometió aplastar al as de New Japan, Kensuke Sasaki, mientras derrotaba a Sasaki en el Tokyo Dome el 9 de octubre de 2000; El evento agotó el edificio.
En 2001, Keiji Mutoh y Shinjiro Otani crearon el BATT (Bad Ass Translate Trading) interpromocional estable, que incluía a Taiyō Kea de All Japan, Jinsei Shinzaki de Michinoku Pro y Hiroshi Hase. Durante este tiempo, Mutoh desafió y derrotó a Tenryu por el Campeonato Mundial Peso Pesado de la Triple Corona de AJPW, además de capturar el Campeonato Mundial de Parejas de AJPW con Taiyō Kea. La alianza entre las promociones duró hasta el 11 de enero de 2002.

### Liderazgo de Keiji Mutoh (2002–2012)
El 11 de enero de 2002, tras el final de un año de empresa cruzada con New Japan Pro Wrestling, Keiji Mutoh sorprendió al mundo japonés de lucha por desertar a All Japan como competidor de tiempo completo, tomando a Satoshi Kojima y Kendo Kashin con él. El 30 de septiembre de 2002, durante una fiesta por el 30 aniversario de All Japan en el famoso Tokyo City Hotel, la Sra. Baba anunció oficialmente el nombramiento de Mutoh como el nuevo presidente de All Japan, transfiriéndole todas las acciones de la familia Baba. Mutoh mantuvo algunos aspectos tradicionales de Baba-run All Japan, ya que el Champion Carnival y la World's Strongest Tag Determination League siguen siendo eventos anuales.
El 10 de julio de 2007, Hiroshi Hase fue nombrado nuevo presidente de la PWF, luego de la renuncia voluntaria de Hansen. Hase es el tercer presidente en la historia de PWF.
El 7 de junio de 2011, Keiji Mutoh anunció su renuncia como presidente de All Japan Pro Wrestling y nombró a Masayuki Uchida como su sucesor.
El 28 de agosto de 2012, AJPW y Gaora TV anunciaron que AJPW presentaría un nuevo campeonato llamado Campeonato Televisivo Gaora de la AJPW. El torneo por el título comenzó el 8 de septiembre y terminó el 7 de octubre con Seiya Sanada derrotando a Yasufumi Nakanoue en la final para convertirse en el campeón inaugural.

### Liderazgo de Nobuo Shiraishi (2012–2014)
El 1 de noviembre de 2012, la compañía de TI Speed Partners compró todas las acciones de All Japan a Keiji Mutoh y sus socios comerciales por 200 millones de yenes. Sin embargo, la compra no se hizo pública hasta febrero de 2013. En enero de 2013, AJPW firmó Atsushi Aoki, Go Shiozaki, Jun Akiyama, Kotaro Suzuki y Yoshinobu Kanemaru, todos los cuales habían renunciado a Pro Wrestling Noah el mes anterior, para regresar a AJPW, inicialmente como freelancers. El 17 de marzo de 2013, se anunció que Hiroshi Hase dejaría el cargo como Presidente de la PWF, y que Kenta Kobashi lo sucedería, luego de la jubilación de Kobashi como luchador profesional el 11 de mayo de 2013.

#### El segundo declive de la AJPW (2013)
El 1 de mayo de 2013, se informó que se habían iniciado negociaciones entre el presidente de Speed Partners, Nobuo Shiraishi, y el presidente de All Japan, Masayuki Uchida, que vería a Keiji Mutoh recuperar la presidencia de la empresa antes de fin de mes. Sin embargo, el 27 de mayo, se informó que el mismo Shiraishi asumirá la presidencia de All Japan a partir del 1 de junio. Esto fue confirmado más tarde por All Japan y llevó a la renuncia de Keiji Mutoh a la empresa.
En las semanas siguientes, Masakatsu Funaki, Kaz Hayashi, Shuji Kondo, Ryota Hama, Masayuki Kono, Hiroshi Yamato, Koji Kanemoto, Minoru Tanaka, Yasufumi Nakanoue, Kai, Seiya Sanada y Andy Wu anunciaron su renuncia a la empresa por lealtad a Mutoh. Todos dejaron la empresa después de un evento del 30 de junio en Ryōgoku Kokugikan y pasaron a formar la empresa Wrestle-1 el mes siguiente y anunciaron que su primer show se celebró el 8 de septiembre en el Tokyo Dome City Hall.
En el evento, el Campeón Televisivo Gaoora de AJPW René Dupree hizo su debut en Wrestle-1, dejando AJPW. Antes de fin de año, Manabu Soya también abandonó All Japan para irse a Wrestle-1.

#### Tercera reconstrucción (2013-2014)
Después del segundo éxodo (junto con las salidas del anunciador del ring Makoto Abe y los árbitros Daichi Murayama y Daisuke Kanbayashi), la promoción se ha reducido a menos de la mitad de la lista activa. El 21 de junio de 2013, se reveló que desde 2009, el pilar principal de AJPW, Masanobu Fuchi, quien ha estado en la promoción desde su debut en 1974, había renunciado al Directorio de AJPW desde hace mucho tiempo y no ha estado en un contrato exclusivo debido a su edad, por lo que se convierte en un profesional independiente, pero optó por quedarse con AJPW sobre una base de pago por rendimiento. El 5 de julio de 2013, los cinco miembros de Burning (Akiyama, Shiozaki, Aoki, Suzuki y Kanemaru) firmaron oficialmente contratos exclusivos con AJPW, terminando su mandato como freelancers, junto con los retornos de Taiyo Kea y el árbitro Kyohei Wada.
Los tres cinturones originales fueron defendidos por última vez el 25 de agosto, cuando Suwama los defendió con éxito contra Go Shiozaki. El nuevo título se reveló el 27 de octubre. El 27 de agosto, Shiraishi anunció que renunciaría a la presidencia de All Japan a fin de mes. Él, sin embargo, seguiría siendo el dueño de la promoción. El 1 de septiembre, Akebono firmó un contrato para unirse oficialmente a All Japan a tiempo completo. El 11 de septiembre, Hirota Inoue, uno de los directores ejecutivos que Shiraishi trajo a la promoción, fue anunciado como el nuevo presidente de All Japan.

### Liderazgo de Jun Akiyama (2014–presente)
El 5 de junio de 2014, All Japan anunció una reestructuración corporativa que tendrá lugar el 1 de julio, en la que Jun Akiyama asumirá el cargo de nuevo presidente de la promoción. Akiyama estableció una nueva compañía llamada Zen Nihon Puroresu Innovation, a través de la cual dirigirá el nuevo All Japan Pro Wrestling. Akiyama también se desempeña como director representativo de la promoción e informa a una junta directiva, que incluye principalmente a Suwama y Akebono. Motoko Baba también se unió a la promoción como consultor.
El 28 de septiembre de 2015, Go Shiozaki anunció su renuncia a All Japan. El 2 de noviembre, se anunció que Akebono también abandonaría All Japan con el objetivo de regresar a las artes marciales mixtas. El 16 de noviembre, otro luchador, el actual campeón mundial de peso pesado junior Kotarō Suzuki, anunció su salida de AJPW a fines de mes. Cuatro días después, Yoshinobu Kanemaru también anunció que dejaría All Japan el 15 de diciembre. En octubre de 2016, la promoción anunció que había alcanzado un acuerdo con el proveedor de televisión satelital Nippon BS Broadcasting para un espectáculo mensual destacado, Eleven, que se emitirá el tercer lunes de cada mes. El 27 de noviembre de 2016, la promoción regresó a Ryōgoku Kokugikan para su primer evento en el lugar en tres años, encabezada por Kento Miyahara que defendía el Campeonato de peso pesado de la Triple Corona contra Suwama. 
El 4 de febrero de 2018, AJPW anunció "All Japan Pro Wrestling TV", un nuevo sitio de transmisión mundial para los eventos de la promoción.

## Campeones actuales
All Japan Pro Wrestling posee 6 campeonatos principales activos.

## Personal de All Japan Pro Wrestling

### Plantel de luchadores y otros

#### Luchadores (Heavyweight)

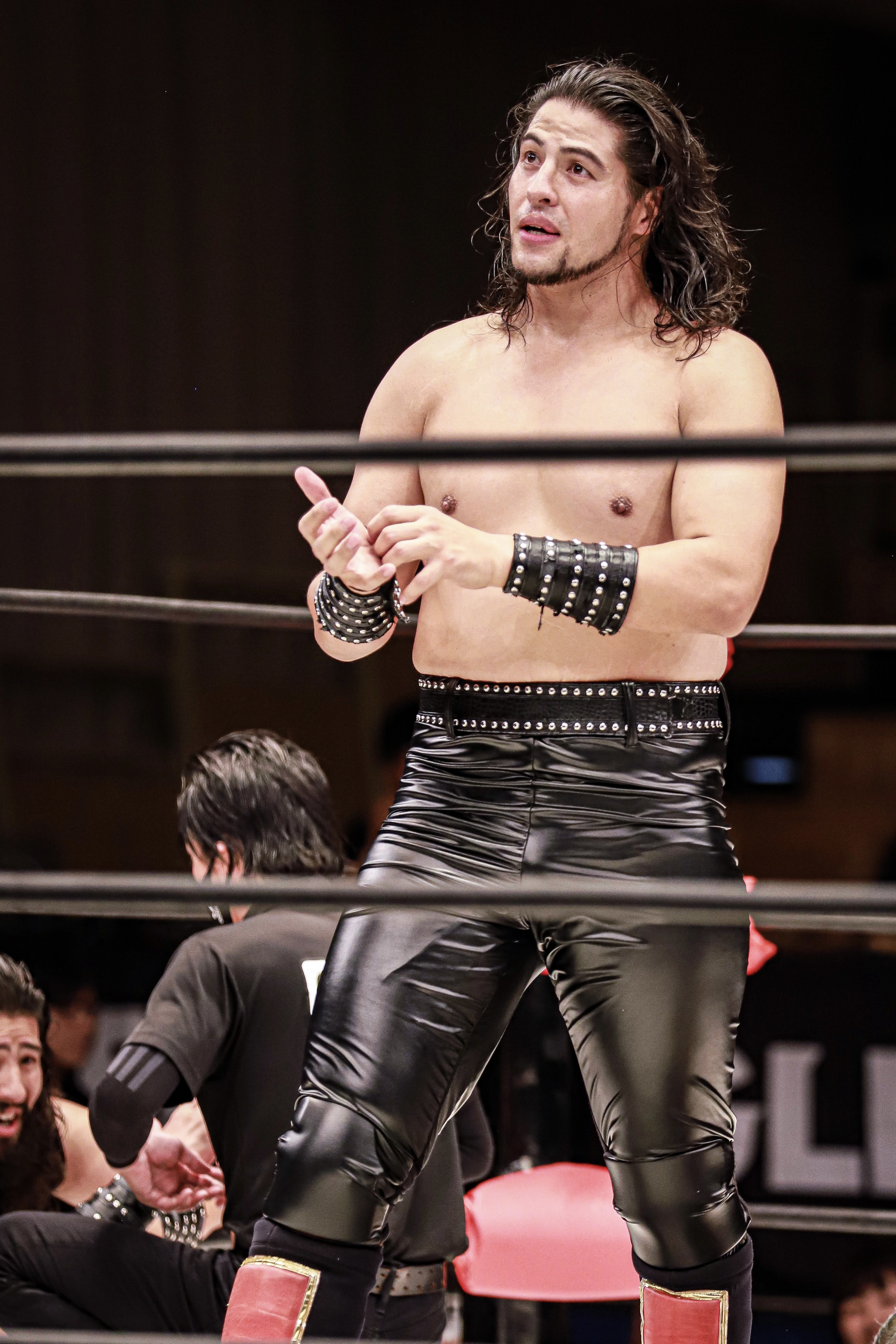
Jun Saito.

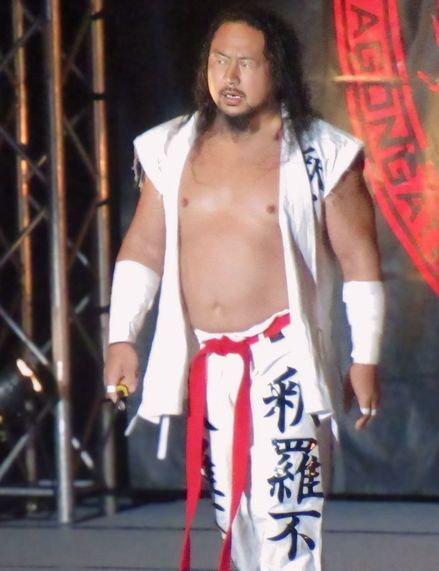
Takashi

| Nombre          | Nombre Real     | Notas                                                               |
| --------------- | --------------- | ------------------------------------------------------------------- |
| Ayato Yoshida   | Ayato Yoshida   |                                                                     |
| Fuminori Abe    | Fuminori Abe    |                                                                     |
| Hideki Suzuki   | Hideki Suzuki   |                                                                     |
| Hokuto Omori    | Hokuto Omori    | Campeón TV en Parejas de 6 Hombres                                  |
| Jun Saito       | Jun Saito       | Campeón Peso Pesado de la Triple Corona de AJPW.                    |
| Kento Miyahara  | Kento Miyahara  | Campeón Mundial en Parejas de AJPW.                                 |
| Koji Doi        | Koji Doi        | Contrato libre.                                                     |
| Kuma Arashi     | Masaya Suzuki   | Campeón TV en Parejas de 6 Hombres                                  |
| Masanobu Fuchi  | Masanobu Fuchi  |                                                                     |
| Ren Ayabe       | Ren Ayabe       |                                                                     |
| Rei Saito       | Jun Saito       |                                                                     |
| Ryoji Sai       | Ryoji Sai       |                                                                     |
| Ryuki Honda     | Ryuki Honda     |                                                                     |
| Seigo Tachibana | Seigo Tachibana | Contrato libre.                                                     |
| Shotaro Ashino  | Shotaro Ashino  |                                                                     |
| Suwama          | Kohei Suwama    | [ 16 ]                                                              |
| Yuma Anzai      | Yuma Anzai      |                                                                     |
| Takashi         | Yuko Miyamoto   | Campeón Gaora TV de AJPW.                                           |
| Yuma Aoyagi     | Yuma Aoyagi     | Campeón Mundial en Parejas de AJPW. Campeón en Parejas de Toda Asia |

#### Luchadores (Junior Heavyweight)

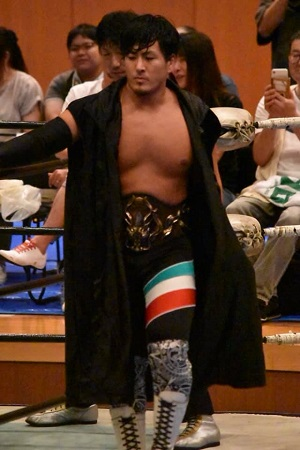
Musashi.

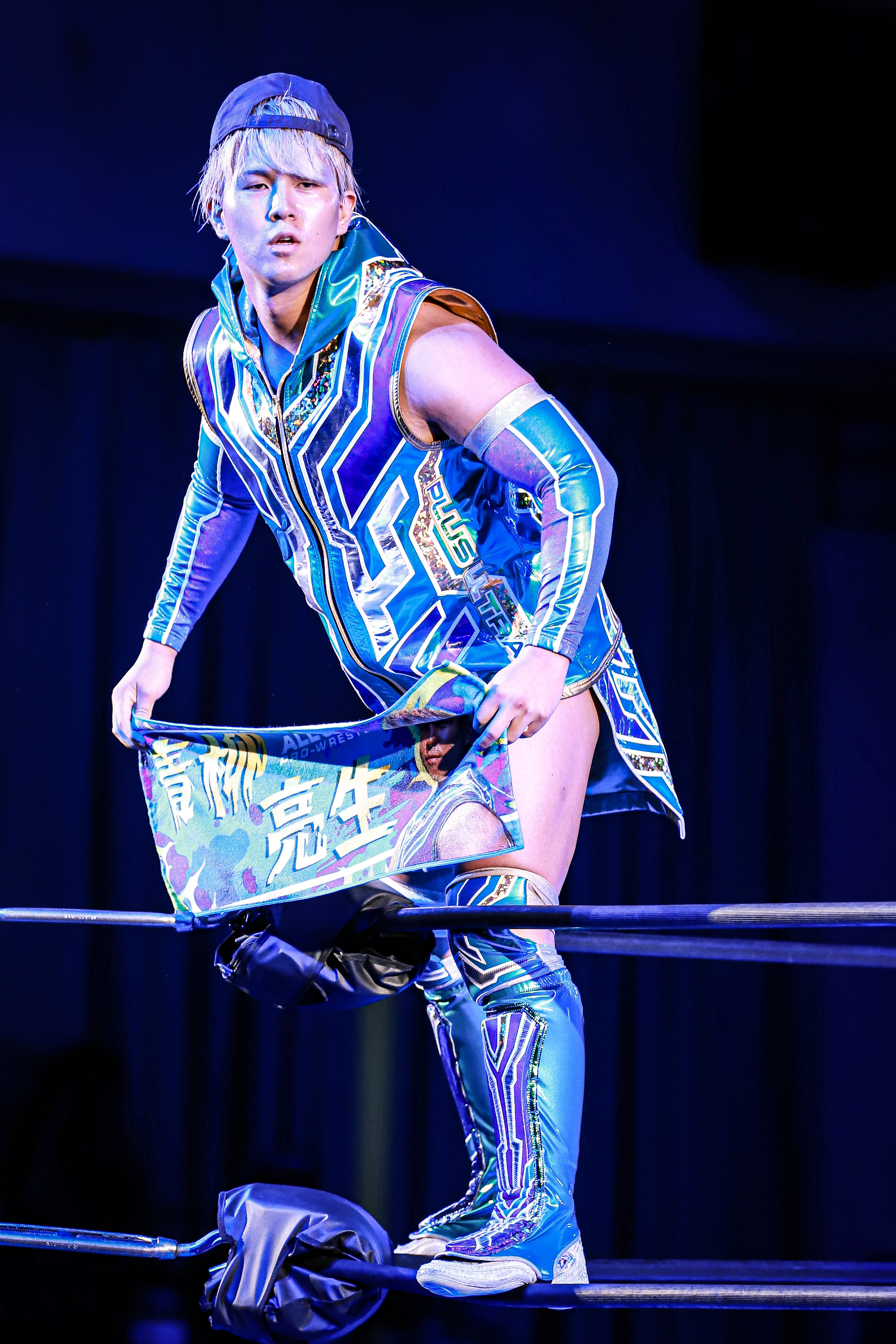
Atsuki Aoyagi.

| Nombre          | Nombre Real      | Notas                                      |
| --------------- | ---------------- | ------------------------------------------ |
| Atsuki Aoyagi   | Atsuki Aoyagi    | Campeón en Parejas de Toda Asia.           |
| Black Menso～re | Yohei Nakajima   | .                                          |
| Dan Tamura      | Dan Tamura       |                                            |
| Hikaru Sato     | Hiraoki Sato     |                                            |
| Izanagi         | Atsushi Maruyama |                                            |
| Keiichi Sato    | Keiichi Sato     | Contrato libre.                            |
| Koji Iwamoto    | Koji Iwamoto     |                                            |
| Seiki Yoshioka  | Daichi Sasaki    | Campeón Mundial Peso Pesado Junior de AJPW |
| Naruki Doi      | Naruki Doi       | Contrato libre.                            |
| Rising Hayato   | Kubo Sato        |                                            |
| Yusuke Kodama   | Yusuke Kodama    | Contrato libre.                            |

#### Árbitros
| Nombre             | Nombre Real        | Notas              |
| ------------------ | ------------------ | ------------------ |
| Daisuke Kanbayashi | Daisuke Kanbayashi |                    |
| Kyohei Wada        | Kyohei Wada        | Árbitro principal. |
| Nikkan Lee         | Yuki Ito           |                    |

#### Personal Corporativo
| Nombre             | Notas                                                                   |
| ------------------ | ----------------------------------------------------------------------- |
| Dory Funk, Jr.     | Presidente de la Junta (Comisionado) de la Pacific Wrestling Federation |
| Kazufumi Yoshimura | Presidente de la Junta de la Promoción.                                 |
| Mikio Sasahara     | Vicepresidente Ejecutivo.                                               |
| Tsuyoki Fukuda     | Presidente.                                                             |